# San José, Xochiapulco
San José är en ort i Mexiko.   Den ligger i kommunen Xochiapulco och delstaten Puebla, i den sydöstra delen av landet, 160 km öster om huvudstaden Mexico City. San José ligger 1 663 meter över havet och antalet invånare är 101.
Terrängen runt San José är kuperad åt sydost, men åt nordväst är den bergig. Runt San José är det ganska tätbefolkat, med 129 invånare per kvadratkilometer. Närmaste större samhälle är Zaragoza, 15,0 km sydost om San José. Omgivningarna runt San José är en mosaik av jordbruksmark och naturlig växtlighet.